# Mari Kleist
Mari Kleist (zuvor Hardenberg, geb. Berthelsen; * 17. September 1974 in Nuuk) ist eine grönländische Archäologin und Beamtin.

## Leben
Mari Kleist absolvierte von 1998 bis 2002 eine Lehrerausbildung am Ilinniarfissuaq in Nuuk, wobei sie 1999/2000 ein Auslandssemester an der Hochschule Hedmark im norwegischen Elverum machte. Anschließend war sie von 2002 bis 2006 Lehrerin an der Schule Ukaliusaq in Nuuk. Nebenher hatte sie 2004 ein zweites Studium in Kultur- und Gesellschaftsgeschichte am Ilisimatusarfik begonnen. 2007 schloss sie das Studium mit einem Bachelor ab. Anschließend begann sie ein Masterstudium in Arktischer Archäologie an der Memorial University of Newfoundland in St. John’s in Kanada, das sie 2009 abschloss. Von 2010 bis 2013 promovierte sie an der Universität Kopenhagen in Prähistorischer Archäologie und schrieb ihre Dissertation über die Kunst der Dorset-Kultur. Sie ist die erste promovierte grönländische Archäologin.
Anschließend arbeitete sie von 2014 bis 2016 als Bürochefin der grönländischen Versöhnungskommission und von 2016 bis 2017 als Sonderberaterin ebendort. Sie war zuvor mit Arne Hardenberg (* 1973), dem Bruder von Svend Hardenberg (* 1969) verheiratet gewesen, der zu diesem Zeitpunkt Departmentschef bei Regierungschefin Aleqa Hammond war, deren Departement für die Versöhnungskommission verantwortlich war. Sie war zudem zeitweilig mit dem damaligen Minister Nick Nielsen liiert. Außerdem ist ihre Schwester Julie Edel Hardenberg (* 1971) die Frau von Svend Hardenberg. Regierungsdirektor Mininnguaq Kleist (* 1973) musste deswegen Nepotismusvorwürfe zurückweisen. Noch im selben Jahr heirateten Mari Hardenberg und Mininnguaq Kleist.
Von 2018 bis 2019 war sie Postdoc am Scott Polar Research Institute der University of Cambridge. Seit 2020 ist sie Adjunkt an der Abteilung für Anthropologie und Archäologie der University of Calgary und seit 2021 zudem Lektor am Ilisimatusarfik, wo sie ab 2022 obendrein Leiterin der Abteilung für Kultur- und Gesellschaftsgeschichte war. 2024 wurde sie zur Leiterin des Instituts für Kultur, Sprache und Geschichte am Ilisimatusarfik ernannt. 2025 wurde sie Prorektorin des Ilisimatusarfik und kurz darauf auch Vorsitzende des grönländischen Forschungsrats.
Von Ende 2021 bis 2023 war sie für die Naleraq Vertreterin in der grönländischen Verfassungskommission.